# Case Velluti
Le Case Velluti sonoi due edifici storici del centro di Firenze, situati in via Maggio 33-35, zona Oltrarno. 

## Storia e descrizione
Gli edifici contigui sono di origini medievali e, per quanto concerne la denominazione di casa Velluti, in alcuni casi è confuso con quello al numero civico 27 (Casa Ridolfi di Franco), in realtà contrassegnato dall'arme dei Ridolfi. 

### N. 33
La casa al 33 si sviluppa per quattro piani più un mezzanino posto al terreno. Dell'antico impianto conserva ancora le cornici in pietraforte di due finestre al primo piano e lo stemma dei Velluti (troncato d'oro e di rosso, a tre anelletti del primo nel secondo, 2.1), posto al limitare del lato destro e purtroppo mortificato dal passaggio di un tubo di gronda. La collocazione dell'arma lascia intendere come anche l'edificio limitrofo, al numero civico 35, facesse parte originariamente della stessa proprietà Velluti, ed in effetti così è attestato da un documento che indica come nel 1761 qui fosse un unico palazzo appartenente al barone Ferdinando Velluti. Attualmente (divisa in due unità) la fabbrica mostra una trasformazione databile tra la fine del Settecento e gli inizi dell'Ottocento. Notevole la gronda alla romana, con mensole e foglie d'acanto. 

### N. 35

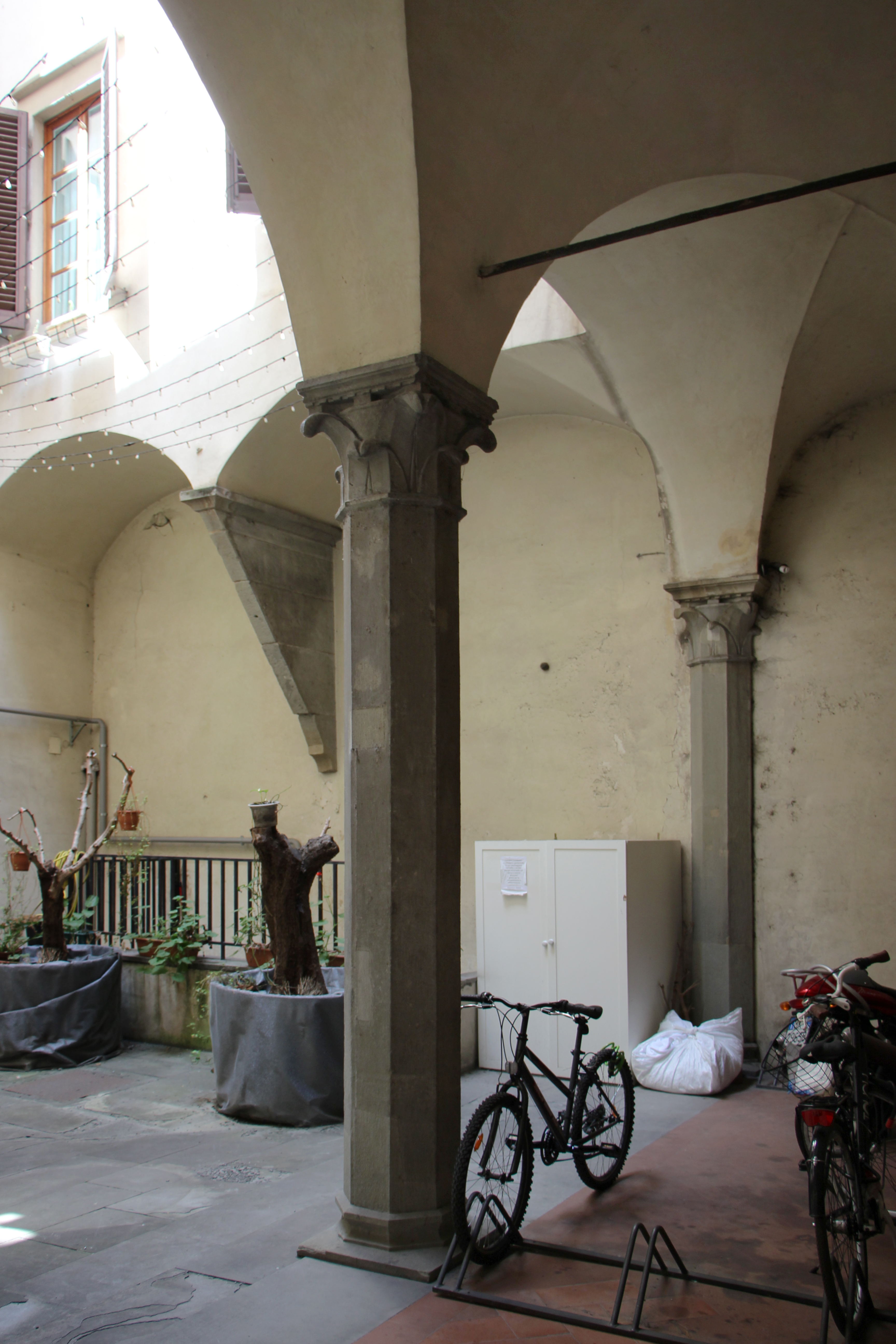
Il cortile

La casa al 35 si presenta con una facciata di quattro piani per sei assi, con il piano terreno in pietra forte a vista, segnato da tre ampi fornici di origine trecentesca, i due laterali oggi di accesso ad esercizi commerciali, il centrale ridotto e in parte tamponato e trasformato in portone. I piani superiori si mostrano nei termini conferiti da un intervento tardo settecentesco o del primo Ottocento, con semplici finestre architravate e con l'ultimo piano frutto di una soprelevazione successiva. Dal portone si accede a un cortile interno che testimonia delle varie trasformazioni subite dalla fabbrica e che conserva pilastri con capitelli a foglie d'acqua di carattere trecentesco. Un doppio arco a tutto sesto determina un breve portico sul lato est, con volte a crociera. In questo stesso spazio è uno scudo con una testa di leone, forse Carlini. Il palazzo è segnalato nel repertorio di Bargellini e Guarnieri (1977) come "recentemente restaurato".

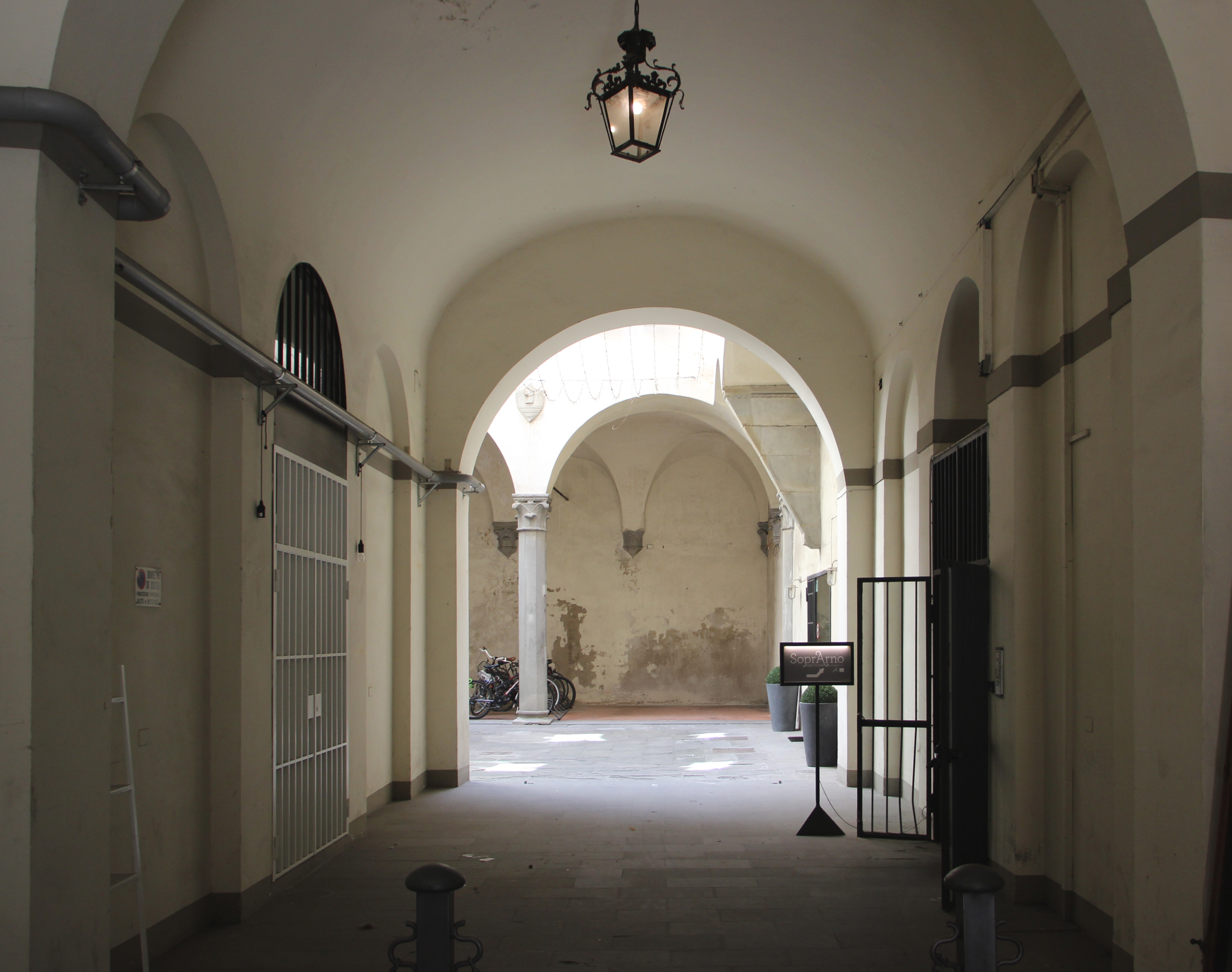
L'androne
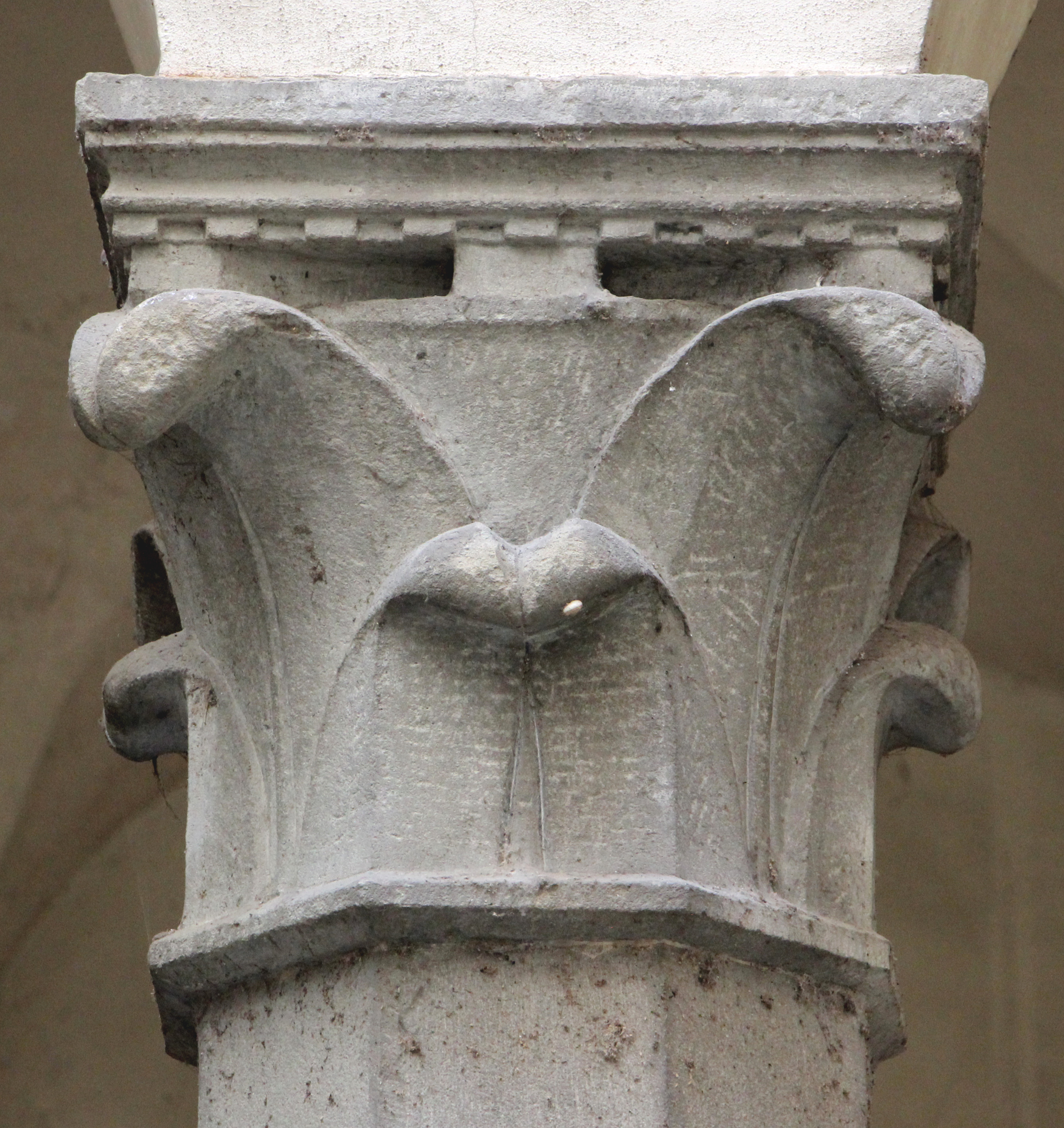
Capitello a foglie d'acqua
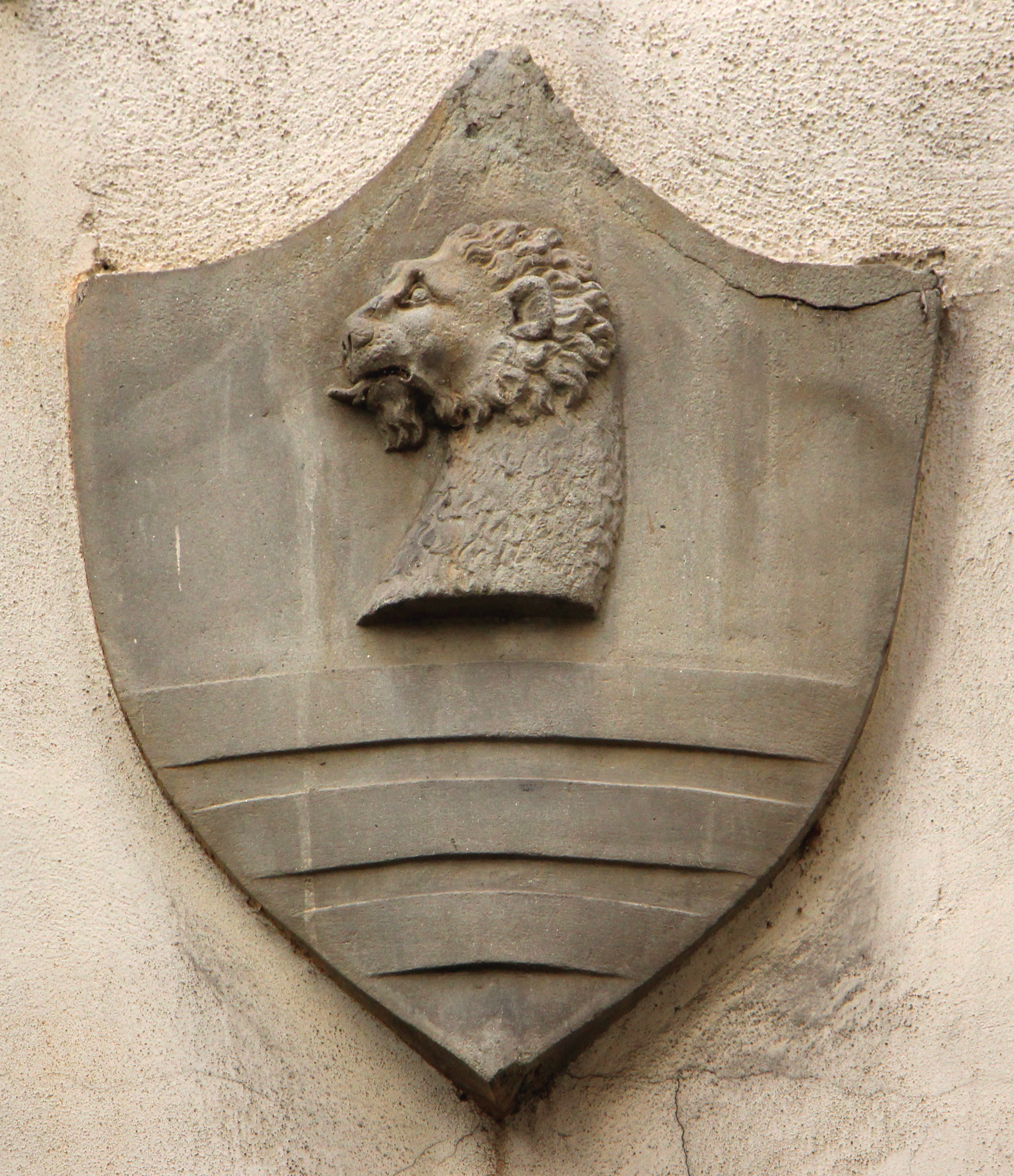
Stemma Carlini